# Musikinstrumentenbau

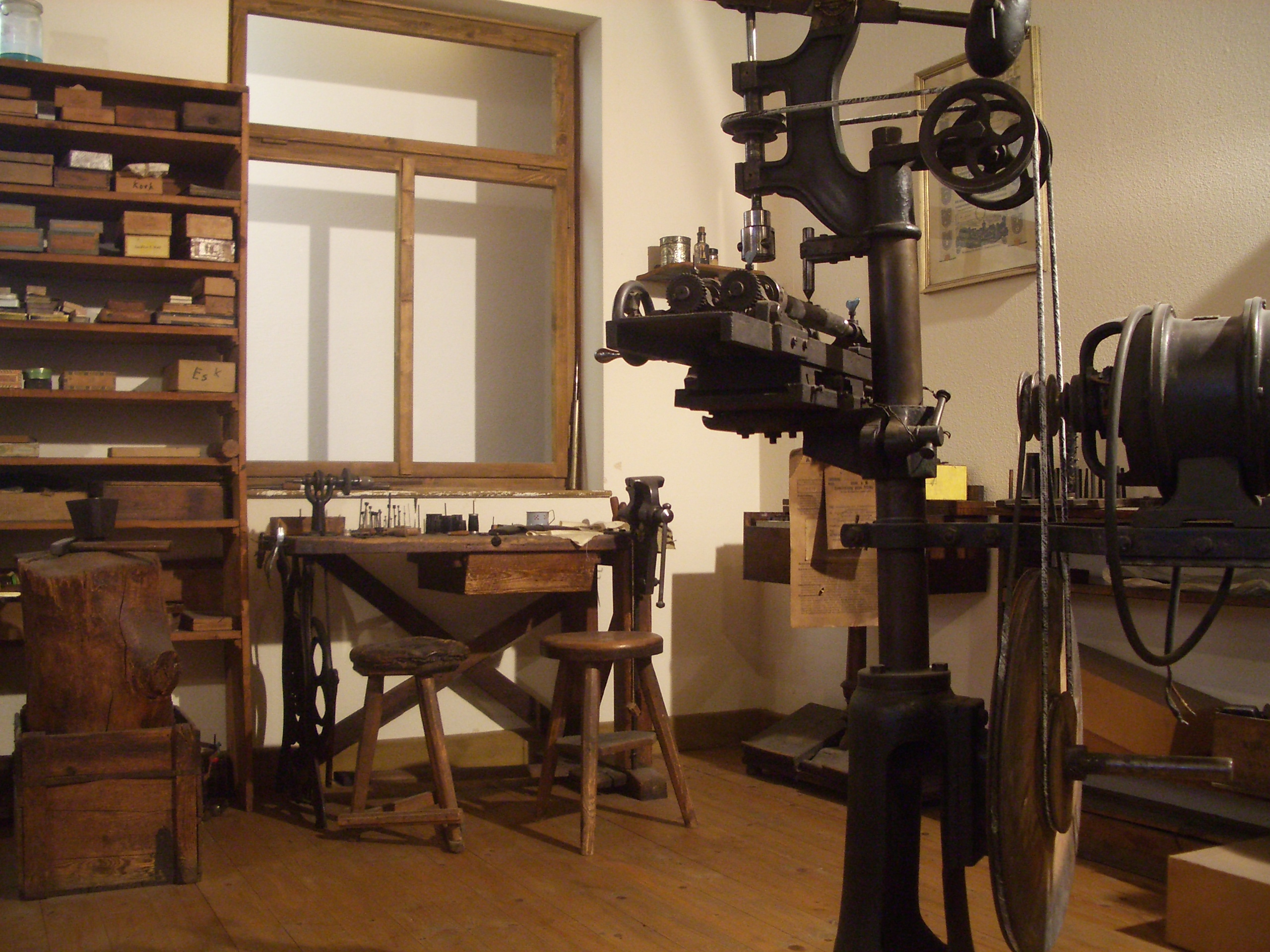
Historische Instrumentenbauerwerkstatt im Germanischen Nationalmuseum Nürnberg

Der Musikinstrumentenbau ist das Handwerk der Herstellung und Reparatur von Musikinstrumenten. Instrumentenbauer arbeiten zumeist in einer Werkstatt, die Berufsausbildung ist, wie in den meisten Handwerken, als Lehre organisiert und wird oft mit einem vollständig selbst gebauten Instrument als Gesellenstück abgeschlossen.
Der Beruf des Instrumentenbauers gliedert sich in mehrere Spezialgebiete:
- Der Geigenbauer stellt Streichinstrumente her,
- der Bogenbauer baut Streichbögen,
- der Zupfinstrumentenmacher macht Zupfinstrumente,
- der Holzblasinstrumentenmacher baut Holzblasinstrumente,
- der Metallblasinstrumentenmacher erzeugt Blechblasinstrumente,
- der Klavierbauer baut Klaviere,
- der Handzuginstrumentenmacher erzeugt Instrumente mit Stimmzungen und
- der Orgelbauer stellt Orgeln und Harmonien her,
- der Schlagzeugmacher stellt neben Trommeln häufig auch andere Perkussionsinstrumente her.

Eines der größten historischen Zentren des Musikinstrumentenbaus in Deutschland ist der Musikwinkel. Am Studiengang Musikinstrumentenbau im dortigen Markneukirchen, einer Abteilung der Westsächsischen Hochschule Zwickau, ist es auch – nach abgeschlossener Berufsausbildung – möglich, Musikinstrumentenbau zu studieren.